# Xalí (Txetxènia)
|  | Per a altres significats, vegeu «Xalí». |

Xalí (en rus: Шали) és una localitat de Txetxènia, a Rússia, centre administratiu del districte de Xalinski. L'any 2002 tenia 40.356 habitants.

## Llocs d'interès
Mesquita de Xalí